# Tychowo
Tychowo (niem. Groß Tychow) – miasto w północnozachodniej Polsce, w województwie zachodniopomorskim, w powiecie białogardzkim, siedziba gminy Tychowo. Położone na pograniczu Pojezierza Drawskiego i Równiny Białogardzkiej, w zlewni strugi Liśnicy.
Według danych z 31 grudnia 2016 r. miasto miało 2518 mieszkańców.

## Położenie

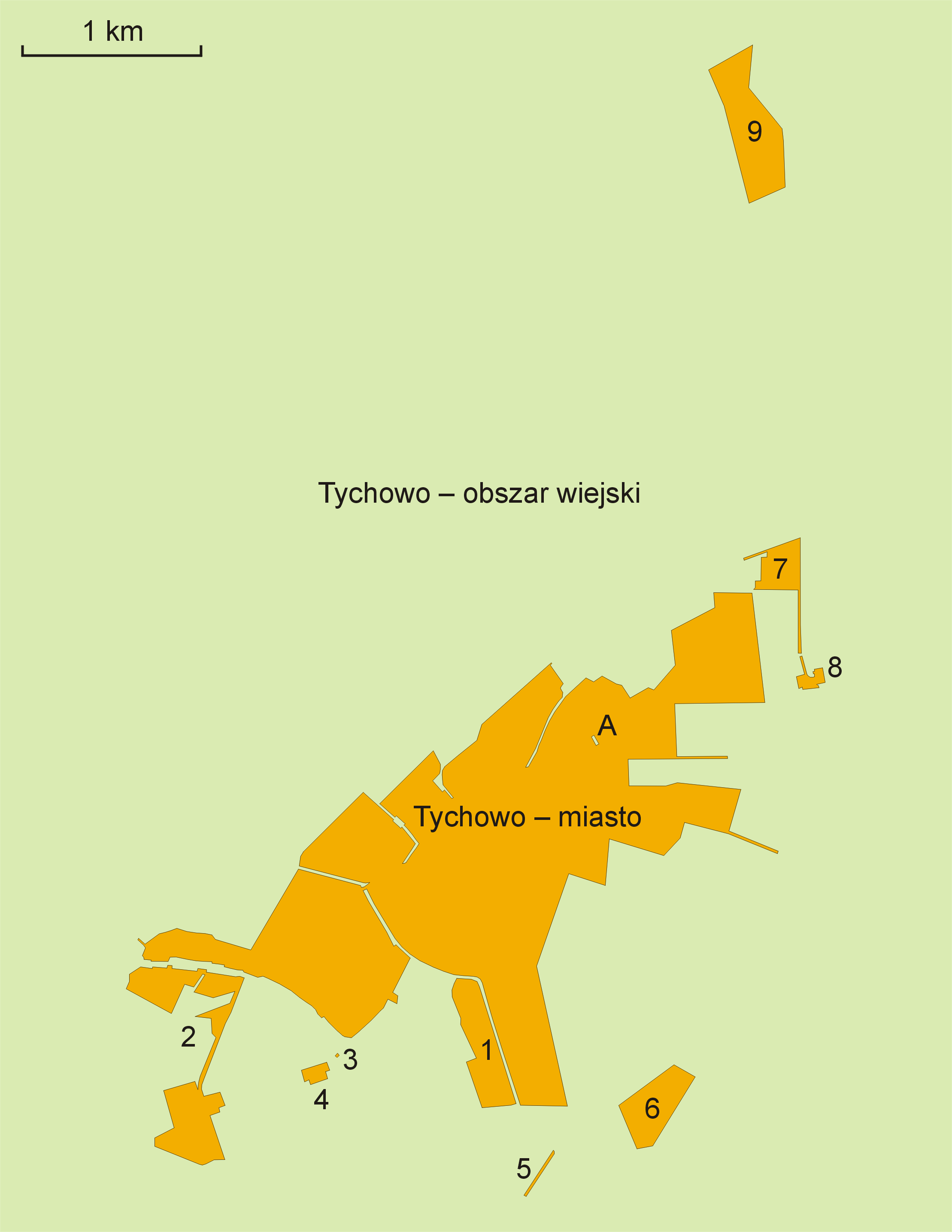
Granice administracyjne miasta Tychowo przed 2013 rokiem – cyframi od 1 do 9 oznaczono eksklawy miasta, literą A oznaczono eksklawę obszaru wiejskiego gminy znajdującą się na terenie miasta

Miasto na bazie wsi o charakterze okolnicy, przy linii kolejowej nr 404 (Szczecinek – Kołobrzeg), leży ok. 22 km od Białogardu, ok. 35 km od Koszalina, ok. 26 km od Połczyna-Zdroju i ok. 26 km od Bobolic, na skrzyżowaniu drogi wojewódzkiej nr 167 z drogą wojewódzką nr 169. Przy głównej ulicy znajdują się kamienice z XIX wieku.
Według danych z 1 stycznia 2014 r. powierzchnia miasta wynosiła 3,96 km².
W latach 2010–2012 miasto w granicach administracyjnych składało się z dziesięciu osobnych fragmentów, dodatkowo na jego obszarze była eksklawa części wiejskiej gminy Tychowo – był to jedyny przypadek w Polsce podziału na tyle części jednej jednostki administracyjnej. Granice te zostały skorygowane z dniem 1 stycznia 2013 roku.

## Historia
Obszar został włączony do państwa polskiego przez Mieszka I ok. 967 roku. Od XII wieku stanowił część księstwa zachodniopomorskiego. Pierwsze wzmianki pojawiają się w dokumentach z połowy XIII wieku, jest to miejscowość o słowiańskim, wczesnośredniowiecznym rodowodzie. Początkowo był to majątek rycerski należący do dwóch rodów (lenno starego pomorskiego rodu Kleszczów, zgermanizowanego na von Kleist, wzmiankowany w 1477 r.) i częściowo von Versen (wzmianka z 1523 r.) Z czasem von Kleist stali się jedynymi właścicielami majątku Tychowo. Na początku XIX wieku posiadłość przeszła w inne ręce, po czym została odkupiona przez przedstawicieli innej linii rodu von Kleist, noszącej nazwisko von Kleist-Retzow. Rodzina von Kleist-Retzow była w posiadaniu majątku do końca II wojny światowej. Tychowo liczyło wtedy około 2000 mieszkańców.

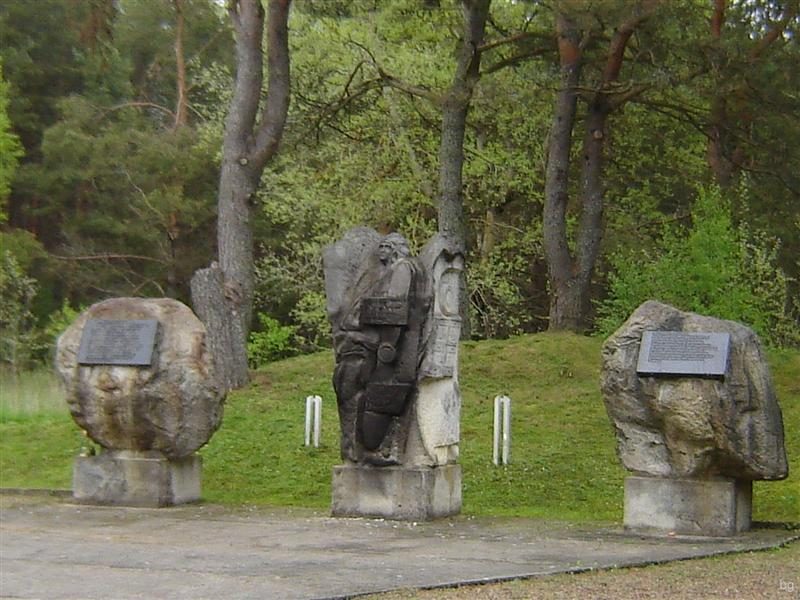
Upamiętnienie jeńców alianckich

Od 14 maja 1944 roku działał w Tychowie niemiecki obóz jeniecki Stalag Luft IV, w którym w październiku tegoż roku znajdowało się 7089 zestrzelonych lotników amerykańskich i 866 brytyjskich. Obóz ewakuowano w lutym 1945 roku (zob. Modrolas). W lutym 1945 r. przez Tychowo przeszedł marsz śmierci jeńców alianckich z obozu jenieckiego Stalag XX B.
Po wojnie majątek upaństwowiono, stał się własnością PGR. Powstała mleczarnia, punkt przerobu runa leśnego, wiejski dom handlowy i Państwowy Ośrodek Maszynowy.
W latach 1975–1998 należało do woj. koszalińskiego.
1 stycznia 2010 roku Tychowo uzyskało status miasta. Tego samego dnia zostało zniesione „Sołectwo Tychowo”, w którego skład wchodziła także osada Dobrochy.

## Demografia
- Piramida wieku mieszkańców Tychowa w 2014 roku[14].

## Zabytki

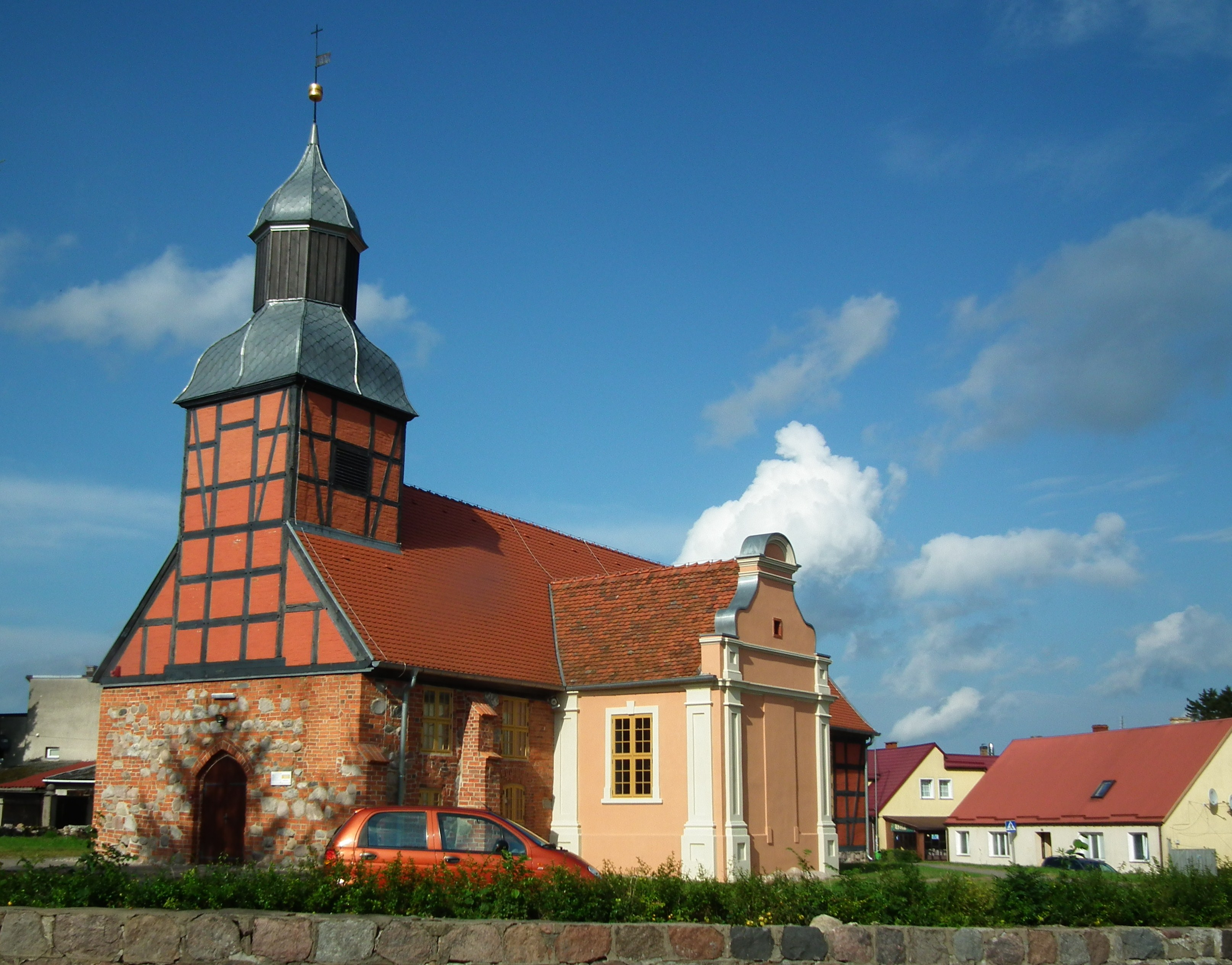
Kościół MB Wspomożenia Wiernych

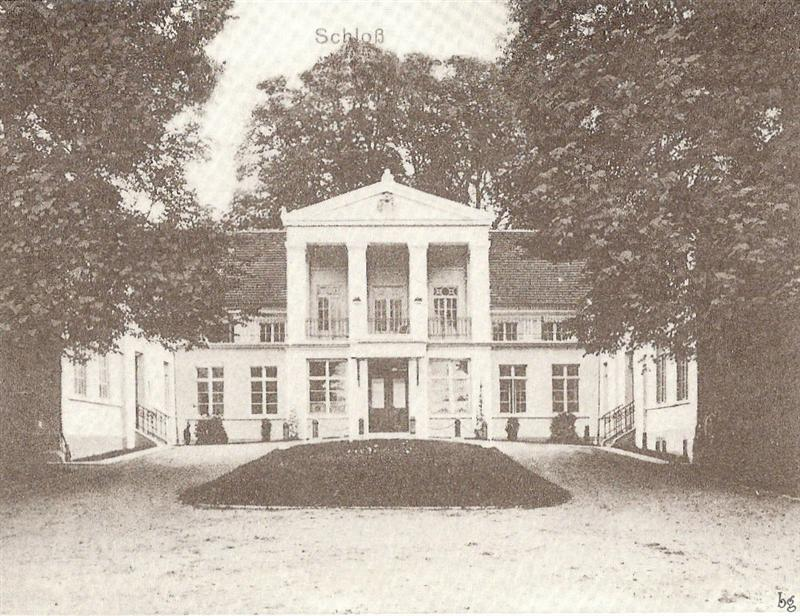
Pałac przed 1939

Do wojewódzkiego rejestru zabytków wpisane są:
- kościół rzymskokatolicki parafialny pod wezwaniem Matki Bożej Wspomożenia Wiernych, murowano-szachulcowy z XV/XIX wieku. Najstarszy kościół gminy. Kościół parafialny, należący do dekanatu Białogard, diecezji koszalińsko-kołobrzeskiej, metropolii szczecińsko-kamieńskiej. Kościół murowany z kamienia polnego zbudowany na przełomie XV i XVI wieku, w XVIII wieku przedłużono nawę konstrukcją szachulcową. Ufundowany prawdopodobnie przez dwie rodziny: von Kleist i von Versen. W szachulcowej wieży z 1830, u góry dzwon z XVI wieku, a na dole drewniany ołtarz szafkowy głoszący Zwiastowanie Najświętszej Marii Panny. Tryptyk wykonany z drewna, w predelli herb rodziny von Kleist. Ołtarz przeniesiony w 1976 r. z kościółka filialnego w Starym Dębnie. Na południowej ścianie wisi barokowy krucyfiks z XVIII wieku – wykonał go bliżej nieznany rzeźbiarz ludowy. W bocznej kaplicy znajduje się duża eliptyczna tablica nagrobna Elizabeth Zeidler – prawdopodobnie żony pastora – z 1679 r., wykonana z drewna, malowana temperowymi farbami. Organy wykonane w 1936 r. przez „Reinhold Heinze Kołobrzeg – Stralsund” przebudowano w 1969 r. W krypcie ok. osiem trumien, ale brak jakiejkolwiek dokumentacji wyjaśniającej kto w nich spoczywa. Wejście do krypty jest zamurowane. Przy kościele pomniki przyrody, dwie lipy drobnolistne o obwodzie 340 cm i 410 cm.
- Ulica Wolności w Tychowie

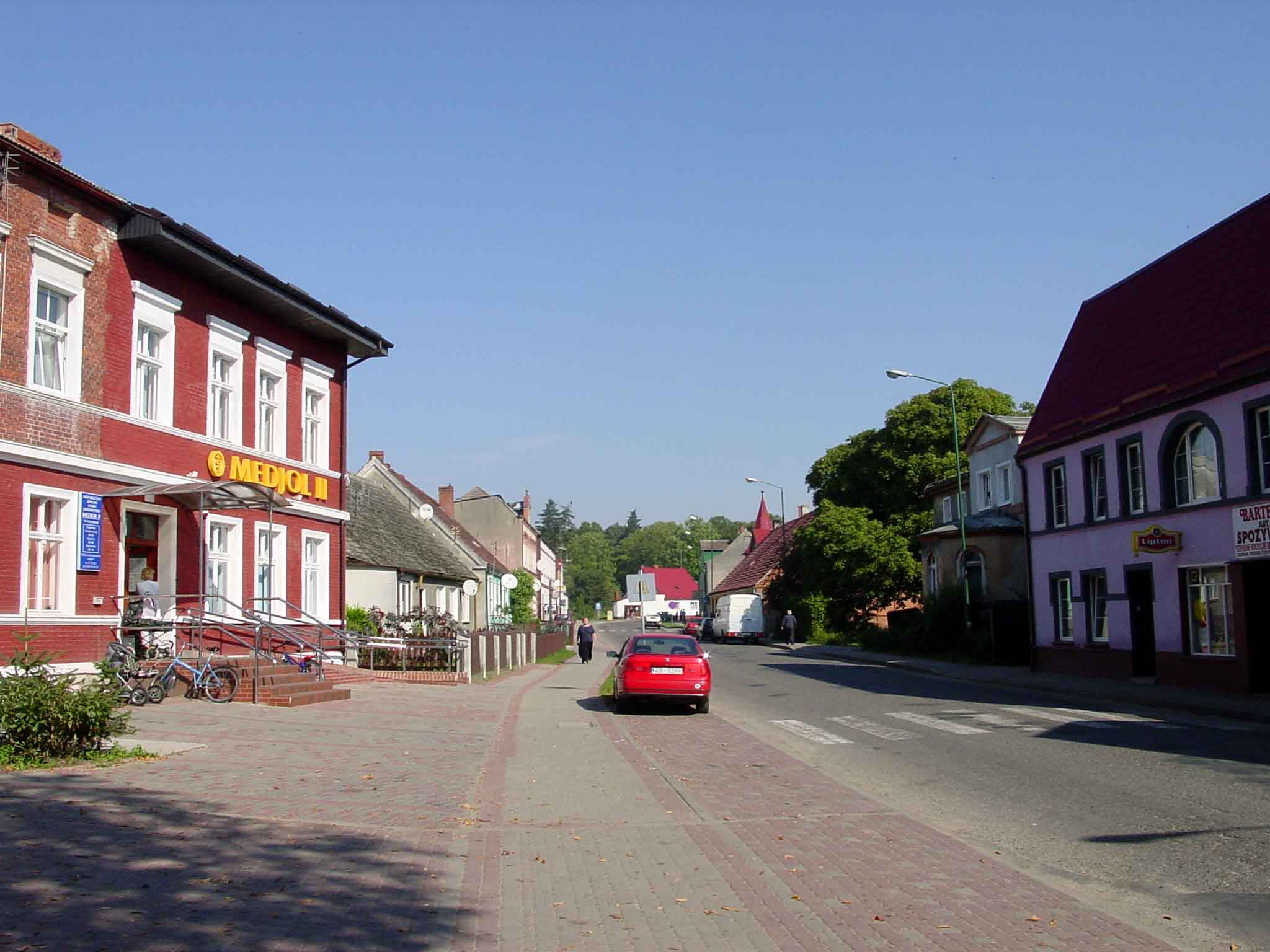
Ulica Wolności w Tychowie

park pałacowy z drugiej połowy XVIII wieku, zmodernizowany w XIX wieku. Na obszarze 13,7 ha rośnie ok. 2300 drzew, w większości w wieku 60–100 lat. Zarejestrowanych jest również kilka drzew o wymiarach pomnikowych, których wiek szacuje się: liściastych od 150 do 180 lat, iglastych od 110 do 130 lat. Naturalne skupiska drzew gatunków rodzimych wzbogacone są egzemplarzami pochodzenia egzotycznego. Najciekawszymi gatunkami są: czeremcha amerykańska, dąb błotny, dąb węgierski i dąb szypułkowy, klon srebrzysty, leszczyna turecka, lipa srebrzysta, magnolia drzewiasta, jodła jednobarwna, jodła kaukaska, jodła Veitcha oraz lipa krymska.

## Turystyka
W zachodniej części miasta węzeł dwóch znakowanych czerwonych szlaków turystycznych:
- Szlak „Solny” o długości 152 km
- Szlak im. Józefa Chrząszczyńskiego o długości 50 km

## Przyroda

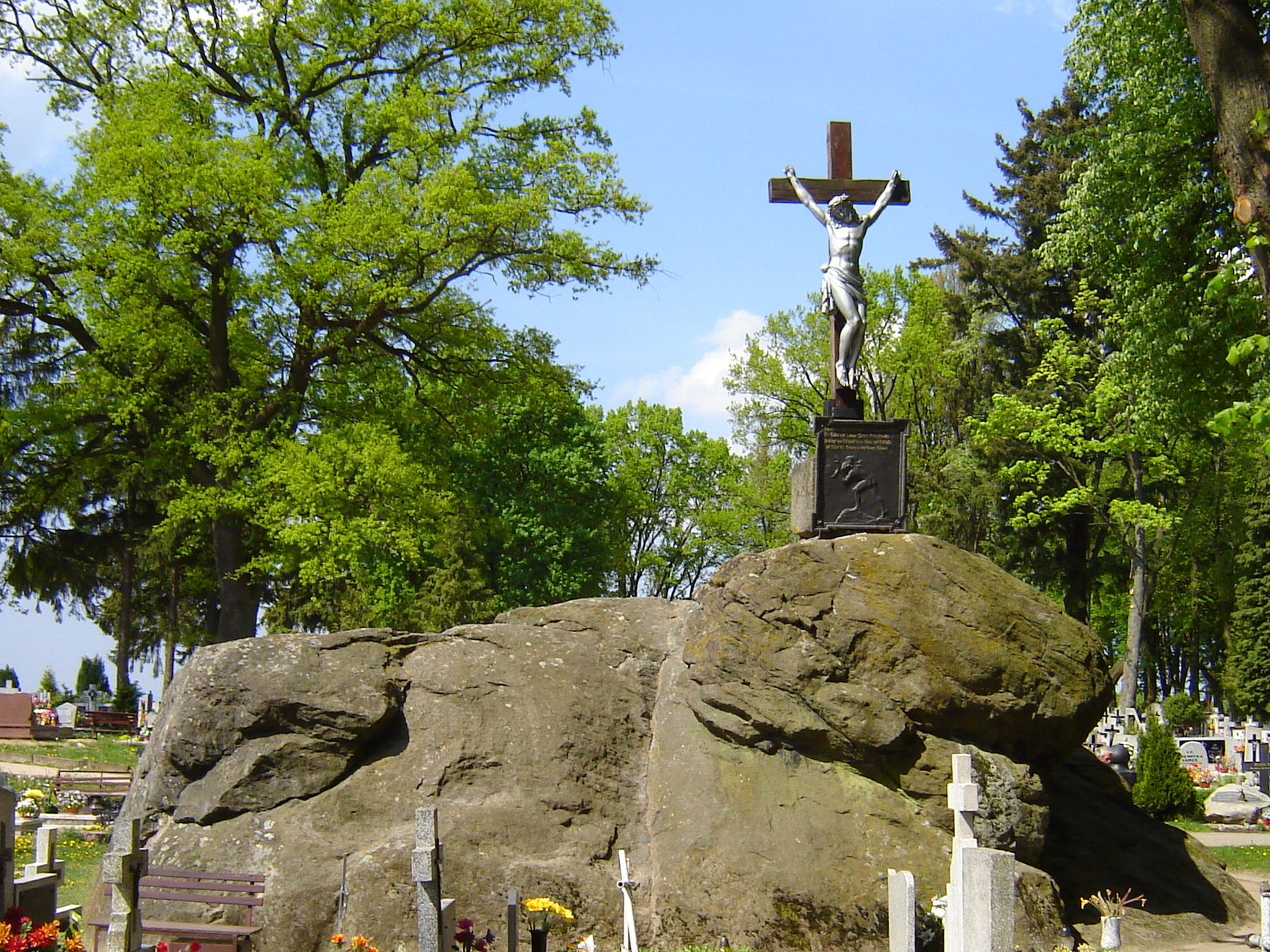
Największy w Polsce głaz narzutowy – Trygław

- Na cmentarzu pomnik przyrody, największy w Polsce i drugi w Europie głaz narzutowy Trygław, o wymiarach: obwód – 44 m, wysokość nad ziemią – 3,8 m, pod ziemią poniżej 4 m; długość 13,7 m, szerokość 9,3 m, objętość ok. 700 m sześciennych, masa – 2 tysiące ton. 1 listopada głaz wykorzystywany jest jako ołtarz polowy w czasie mszy na cmentarzu.

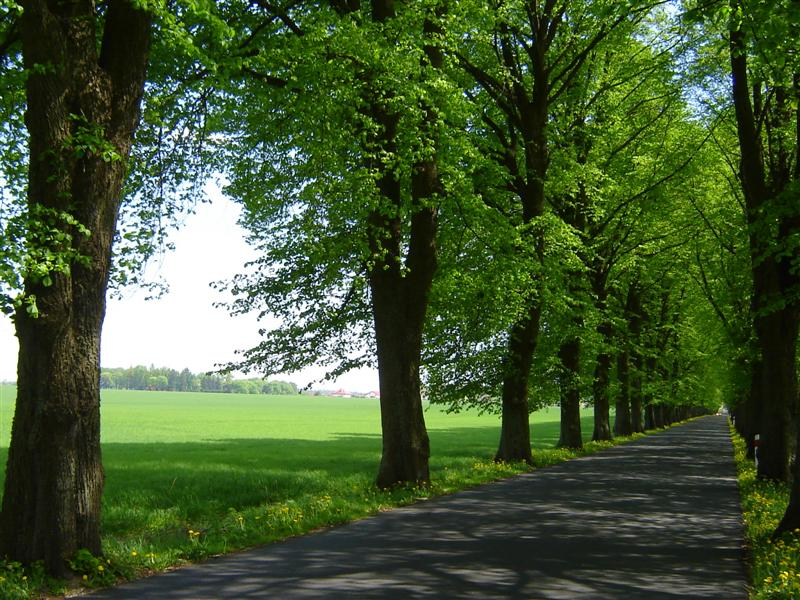
Aleja lipowa

- Do Trzebiszyna prowadzi aleja lipowa o długości 1,5 km

## Kultura i sport
W Tychowie jest przedszkole, szkoła podstawowa i Zespół Szkół Ponadgimnazjalnych im. prof. Jana Radomskiego, Biblioteka Publiczna im. Lucjana Szenwalda, hala sportowa, boisko sportowe, boisko wielofunkcyjne ze sztuczną nawierzchnią przy Zespole Szkół Ponadgimnazjalnych, boisko sportowe „Orlik”, Gminny Ośrodek Kultury z salą widowiskową na 300 miejsc.
Ludowy Zespół Sportowy w mieście to Głaz Tychowo, należący do Gminnego Międzyzakładowego LKS, powstał w 1946 r., jest najstarszy w gminie.

## Transport
W mieście krzyżują się dwie drogi wojewódzkie:
- nr 167 – Koszalin – Tychowo – Ogartowo
- nr 169 – Byszyno – Tychowo – Głodowa

Na południowy zachód od miejscowości, po zachodniej stronie drogi wojewódzkiej nr 167 znajduje się stacja kolejowa.
W Tychowie znajduje się również przystanek komunikacji autobusowej.

## Administracja

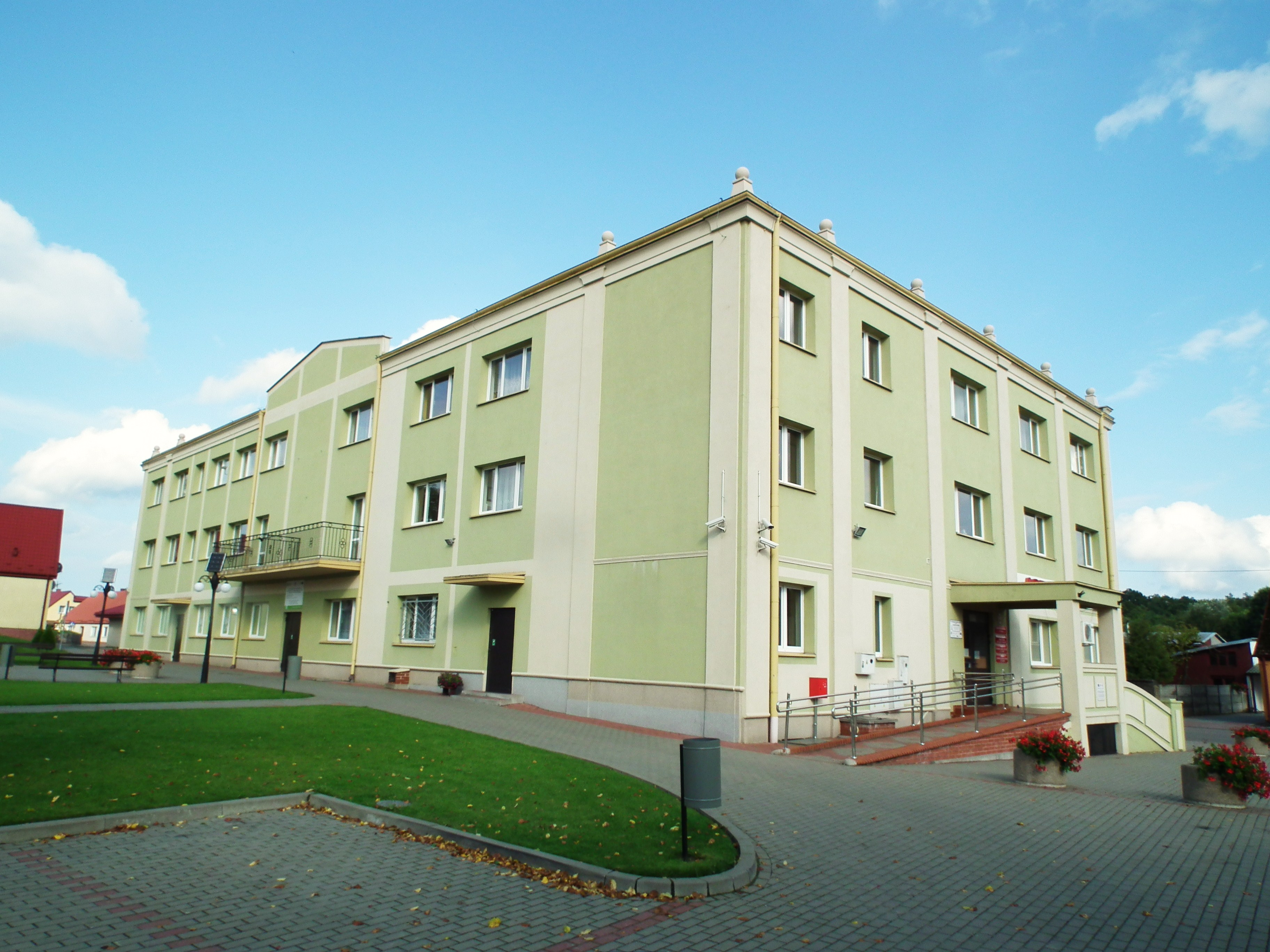
Urząd Miasta i Gminy

Miasto jest siedzibą gminy miejsko-wiejskiej. Mieszkańcy Tychowa wybierają 5 z 15 radnych do Rady Miejskiej w Tychowie. Pozostałych 10 radnych wybierają mieszkańcy obszaru wiejskiego gminy Tychowo. Organem wykonawczym od 2010 roku jest burmistrz. Siedzibą władz jest urząd miejski przy ul. Bobolickiej.
Burmistrzowie Tychowa:
- Elżbieta Wasiak (od 2010 do 2014), wcześniej Wójt Gminy Tychowo
- Robert Falana (od 2014)

Mieszkańcy Tychowa wybierają posłów z okręgu wyborczego nr 40 (siedziba Koszalin), senatora z okręgu nr 99, a posłów do Parlamentu Europejskiego z okręgu wyborczego nr 13.

## Wspólnoty wyznaniowe
- Kościół rzymskokatolicki:
  - parafia Matki Bożej Wspomożenia Wiernych
- Świadkowie Jehowy:
  - zbór Tychowo (Sala Królestwa ul. Białogardzka 1)[19]

## Współpraca międzynarodowa
- Burg Stargard (Niemcy) od 9 września 2006[20]